# Гаврилюк, Олег Григорьевич
Оле́г Григо́рьевич Гаврилю́к (укр. Олег Григорович Гаврилюк; род. 1964) — украинский певец, Народный артист Украины (2013). Присвоение звания вызвало резонанс в украинских и российских СМИ, так как творчество шансонье содержит ненормативную лексику и по мнению некоторых украинских политиков и деятелей культуры дискредитирует звание Народного артиста.

## Творчество
Олег Гаврилюк исполняет исключительно песни собственного авторства на русском языке и только вживую. По его собственным словам, первую песню записал в 35 лет. С 2003 года полностью посвятил себя творческой и исполнительской деятельности. В репертуаре исполнителя более 1500 стихов и более 200 песен, среди которых творческие дуэты с Тиной Кароль, Катей Бужинской и Натальей Бучинской. Олег Гаврилюк записал семь авторских альбомов песен и выпустил семь сборников стихов.

## Награды
В 2004 году сетью радиостанций «Шансон» Олег Гаврилюк назван «лучшим украинским исполнителем». В 2004 году ему было присвоено звание заслуженного артиста Украины.
Звание Народного артиста Украины с формулировкой «За значительный личный вклад в (…) культурно-образовательное развитие Украины, весомые трудовые достижения и высокий профессионализм» президент Виктор Янукович присвоил Олегу Гаврилюку 27 июня 2013 года в честь Дня Конституции Украины. Ходатайство о присуждении этого звания подписали 13 народных депутатов Украины (Ян Табачник, Сергей Тигипко, Виталий Журавский, Нестор Шуфрич, Эльбрус Тедеев, Вадим Колесниченко, Владимир Олейник, Таисия Повалий, Николай Сорока, Николай Демянко, Татьяна Бахтеева, Владимир Демишкан, Владимир Мысик), а также глава Киевской городской государственной администрации Александр Попов и первый заместитель министра культуры Украины Тимофей Кохан. В качестве заслуг артиста они отметили песню «Спасибо МВД!», гимн пенитенциарной службы Украины, цикл духовных песен.

## Отзывы
Ни для кого не секрет, что шансон — это музыка для тех, кто ищет в песнях смысл, кто уже познал в жизни взлеты и падения, кто находит в них себя и свои переживания. Именно для этой категории людей и написан альбом «Ключи от Рая», не побоюсь этого слова, великого шансонье Олега Гаврилюка. Мы можем уважать Григория Лепса, но не можем любить его так, как Владимира Высоцкого, Игоря Талькова, Михаила Круга, которые так как и Олег Гаврилюк доносили до слушателя свою собственную поэзию, свою собственную душевную боль и радость. Я думаю, что когда в Украине под словом «Шансон» люди будут подразумевать Олега Гаврилюка, то и отношение к этому жанру будет более уважительное, а не такое как к некоторым раскрученным, полублатным, украинским шансонье— Юрий Мирошниченко, Народный депутат Украины 

Я подписал петицию за Гаврилюка, и если будет нужно, сделаю это ещё раз. Его творчество можно уважать или нет — дело каждого. Однако если люди эти песни слушают, значит они им нравятся. Потому что таким образом поет душа народа.— Вадим Колесниченко, Народный депутат Украины

## Критика
Вы мне признались, что читая

По вечерам Гаврилюка,

Странички медленно листая,

Шалит блудливая рука.

Смакуя ласковые строчки,

Слегка неловко говорить,

Вы баловали пальцем точку,

Желая в небесах парить.

Распутно расставляли ноги,

Впускали страстную мечту,

И познавали так в итоге

Стихотворенья красоту.
Летом 2013 года факт присвоения Олегу Гаврилюку звания Народного артиста Украины привлёк внимание прессы и общественности к его творчеству. Ряд произведений шансонье ярко порнографичен, содержит ненормативную лексику и по мнению ряда украинских политиков и деятелей культуры дискредитирует звание Народного артиста. Прессой отмечается также критическое отношение Олега Гаврилюка к украинским политикам и представителям власти, называемым им «крысами» и «уродами».
Член комитета Верховной рады Украины по вопросам культуры и духовности Владимир Яворивский считает, что это награждение говорит о низком уровне культуры и образования украинских чиновников, которые инициировали присвоение звания: «Эти стихотворения — просто издевательство над самим званием! Я бы на месте народных артистов отказался от этого звания и положил его перед носом тех, кто это звание [Олегу Гаврилюку] присудил». Народная артистка Украины Нина Матвиенко негативно высказалась о факте награждения и культурном уровне награждавших.

## Дискография
- «Ключи от Рая».
- «Золотой шансон».
- «Мой друг».
- «Обычные истории».
- «Олег Гаврилюк 100 %».
- «ПроХХХодимец».
- «Оголённая душа».

По заявлению портала artist.ua, в 2009 году альбом Олега Гаврилюка «Ключи от Рая» стал наиболее продаваемым на Украине, а из интернета его загрузили более 1 миллиона слушателей.

## Сборники стихов
- «Откровение».
- «2Я».
- «Стихи 2006—2008».
- «Дыхание плоти 2008—2010».
- «Бесстыжие стихи».
- «Ежедневник — вопросы и ответы» (вошли стихи и афоризмы 2003—2013 гг.).

## Семья
- Женат, есть 3 детей.